# Thalkirchen-Obersendling-Forstenried-Fürstenried-Solln
Thalkirchen-Obersendling-Forstenried-Fürstenried-Solln è uno dei distretti in cui è suddivisa la città di Monaco di Baviera, in Germania. Viene identificato col numero 19.

## Geografia fisica
Il distretto si trova nella parte sud della città.

### Suddivisione
Il distretto è suddiviso amministrativamente in 5 quartieri (Bezirksteile):
1. Thalkirchen
2. Obersendling
3. Forstenried
4. Fürstenried-West
5. Solln